# هاري ونايت
هاري ونايت (بالإنجليزية: Harry Knight)‏ هو لاعب كرة قدم أمريكية ولاعب كرة القدم الكندية أمريكي، ولد في 9 سبتمبر 1953 في نيوبورت نيوز في الولايات المتحدة.

## وصلات خارجية
- هاري ونايت على موقع JustSportsStats.com (الإنجليزية)
- هاري ونايت على موقع كلية كرة القدم في سبورتس رفرنس.كوم (الإنجليزية)